# Подела музичких инструмената
Музички инструменти су средства помоћу којих музичари стварају музику у живом извођењу. Извршене су разне поделе музичких инструмената, али ни једна није крајње прецизна и тачна. Нпр, у групу дрвених дувачких инструмената убрајају се флаута и саксофон, који се праве од метала. У инструменте са диркама убрајају се хармоника, оргуље, клавир, а знамо да је начин добијања тона на ова три инструмента различит. 
Због свега овога, далеко је тачнија и прецизнија савремена научна подела музичких инструмената по групама, зависно од: 
а) грађе, тј. материјала од ког су сачињени и
б) начина произвођења тонова и звука.
Према томе, музичке инструменте делимо на следеће групе:
1. Мембранофоне или опнозвучне (лат. мембрана = кожа; итал. strumenti membrana) – то су ударачки инструменти са затегнутом мембраном на којима звук настаје вибрирањем мембране од животињске коже, пластике или поливинила. По мембрани се удара руком или батићима од дрвета или лоптом од филца. Звук им је, изузев тимпана, неодређене висине. Сем тимпана, то су инструменти који се користе у фолклору целофа света.
Ту спадају: бубањ, добош, даире са кожом, бонгоси, конге, тарабука, гоч, тимпан итд. 
2. Идиофоне (грч. идиос = сопствен, fonė = звук) – то су музички инструменти из групе удараљки код којих се звук добија:
a) ударом једне о другу (чинеле, кастањете)
б) ударом у инструмент (триангл, звоно, ксилофон) 
в) трзањем (дромбуље) и други. 
- Могућа је подела идиофоних инструмената на:

а) металне (триангл, звоно, дромбуље) 
б) дрвене (ксилофон, кастањете). 
- Следећа подела је подела на:

а) Инструменте са одређеном висином тона (ксилофон, тубафон, звончићи, челеста, звона, клепетуша, вибрафон.) 
б) Инструменти са неодређеном висином тона (триангл, пиати, там-там, кастањете, бич, чегртаљка).
3. Кордофоне, хордофоне или жичане инструменте  (итал. strumenti corda) - то су музички инструменти на којима су извор звучног треперења жице (лат. chorda = жица). Ови музички инструменти су многобројни. На њима се тон ствара на 3 начина:
а) Трзањем, окидањем – прстима или трзалицом жице се доводе у стање вибрације (разне тамбуре, балалајка, лаута, мандолина, гитара, харфа) или преко клавијатурног механизма (вирџинел, чембало итд.).
б) Ударима – чекића превучених филцом по жицама (клавир) или батићима (цимбало).
в) Гудалом – превлачењем гудала преко затегнутих жица, називамо их гудачки инструменти (виела, ребаб, виолина, виола, виола д’аморе, виолончело, виола да гамба, контрабас, лијерица, гусле).
4. Аерофоне (од гр. αερο ваздух и φονος звук; итал. strumenti aerofoni) – то су инструменти код којих тон настаје вибрирањем ваздушног стуба. Тон се ствара:
а) Усником (левкастим наусником) – то су лимени дувачки инструменти (труба, бах труба, бас труба, хорна, тромбон, туба, бас туба, контрабас туба).
б) Преламањем ваздушног стуба у цеви инструмента (фрула, флаута, блок-флаута, окарина, панова фрула).
в) Вибрацијом језичка од трске на уснику (кларинет, басетхорн, бас-кларинет, саксофон, тарагот).
г) Вибрацијом двоструког језичка од трске (зурла, сопиле, обоа, обоа д’а море, енглески рог, хеклфон, фагот, контра-фагот).
д) Вибрацијом језичка и меха (оргуље, хармоника, бандонеон).
5. Електрофоне, етерофоне или електронске инструменте (грч. електрон = ћилибар, трљањем се ствара статички електрицитет; итал. strumenti elettrofoni) – то су нови инструменти код којих тон настаје електроакустичким путем (електрокорд, електрична гитара, вибрафон).
Комбинацијама разних боја, могуће је стварање нових, до данас непознатих боја и звукова (траутониум, мартеноови таласи). 